# Havis Amanda

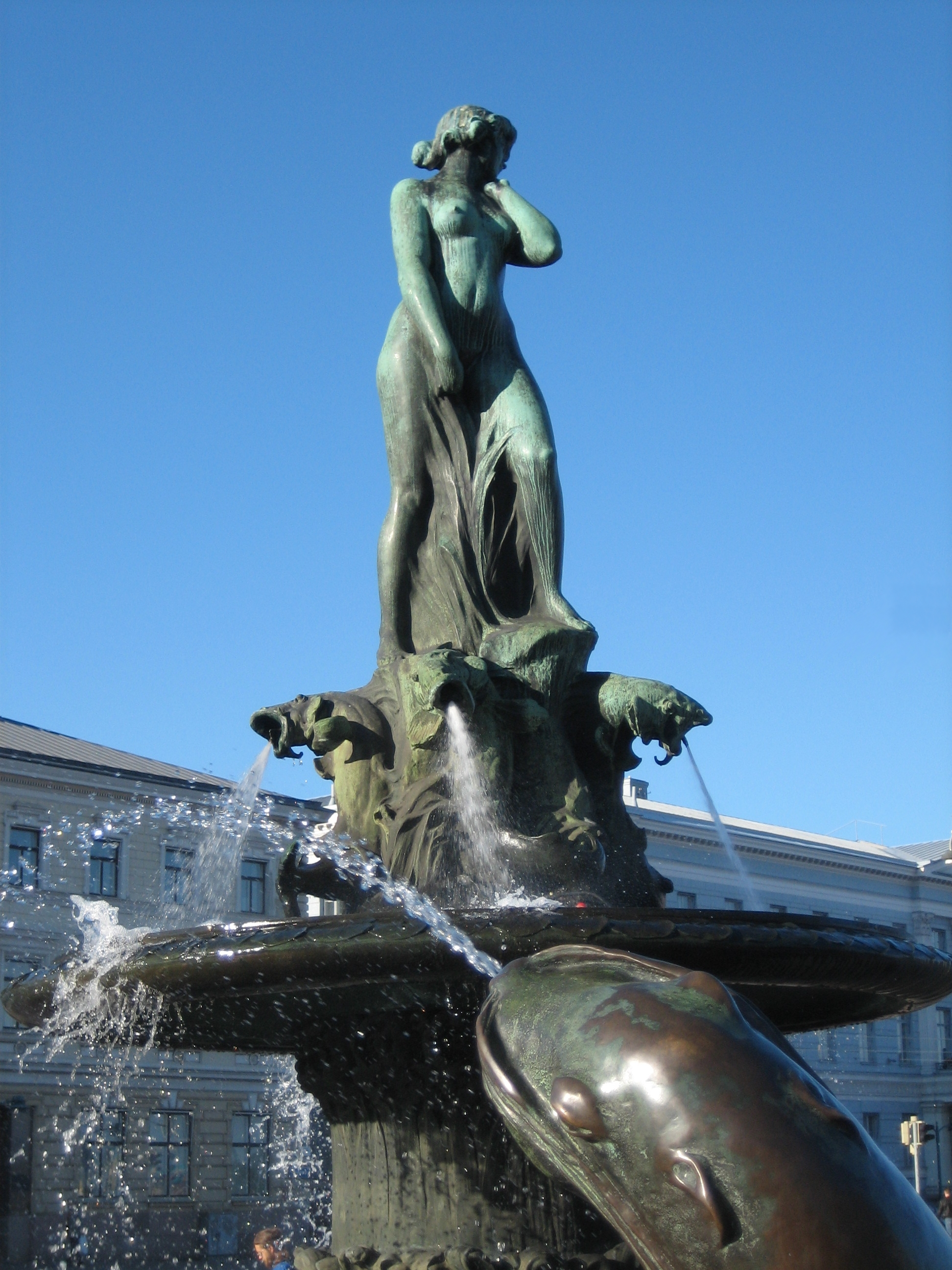
La Havis Amanda

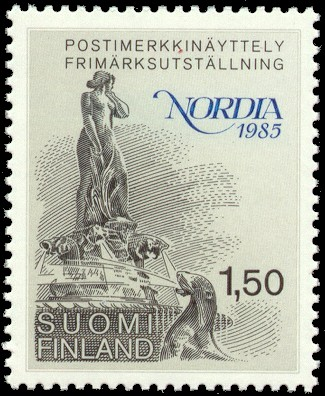
La Havis Amanda in un francobollo finlandese del 1985

Havis Amanda è il nome di una statua con fontana della Piazza del Mercato (Kauppatori) di Helsinki, realizzata nel 1906dallo scultore Ville Vallgren (1855-1940). È considerata il simbolo della città e ne rappresenta la (ri)nascita.

## Descrizione
La statua, realizzata in bronzo, raggiunge un'altezza di 5 metri e rappresenta una ninfa che emerge dal mare, nota a Helsinki come Manta. È circondata da una fontana, adornata da leoni marini e pesci.

## Storia
La realizzazione della scultura fu commissionata nel 1904 dal comune di Helsinki a Ville Vallgren, artista finlandese che viveva a Parigi.
Vallgren prese come modello per la statua due diciannovenni parigine, Marcelle Dequini e Leonie Tavier. Quest'ultima servì in particolare come modella per la realizzazione della copia in miniatura della statua, ora conservata nel museo di Porvoo.
La statua fu inizialmente esposta a Parigi nel 1907. L'opera fu poi inaugurata a Helsinki il 20 settembre 1908.
La statua della fontana fu chiamata "Havis Amanda" dai giornali in lingua svedese di Helsinki.
Inizialmente l'opera fu considerata "oscena" e scatenò l'ira delle organizzazioni femministe.
Fino agli anni settanta era usanza arrampicarsi sulla fontana ed immergersi dentro di essa per il giorno del 1º maggio (Vappu), usanza poi proibita a partire dagli anni novanta per ragioni di sicurezza.

## Superstizioni e credenze popolari
Secondo la credenza popolare, se un uomo si lava nella fontana pronunciando per tre volte la parola "amore", vede aumentare la propria virilità.

## Havis Amanda nella cultura di massa

### Musica
- Havis Amanda è un brano della cantante finlandese Eija Merilä del 1966, che riprende la melodia di Winchester Cathedral[3]
- Havis Amanda è un brano del gruppo Sphere, contenuto nell'album Syvyys (2011)[4]

## Galleria d'immagini

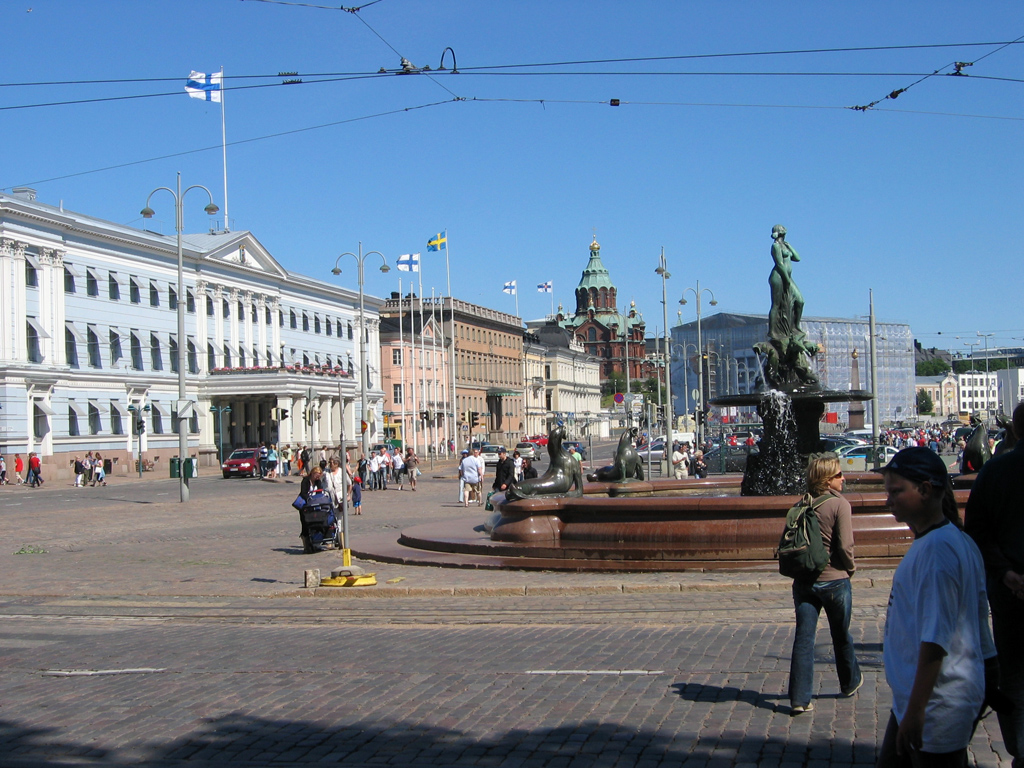
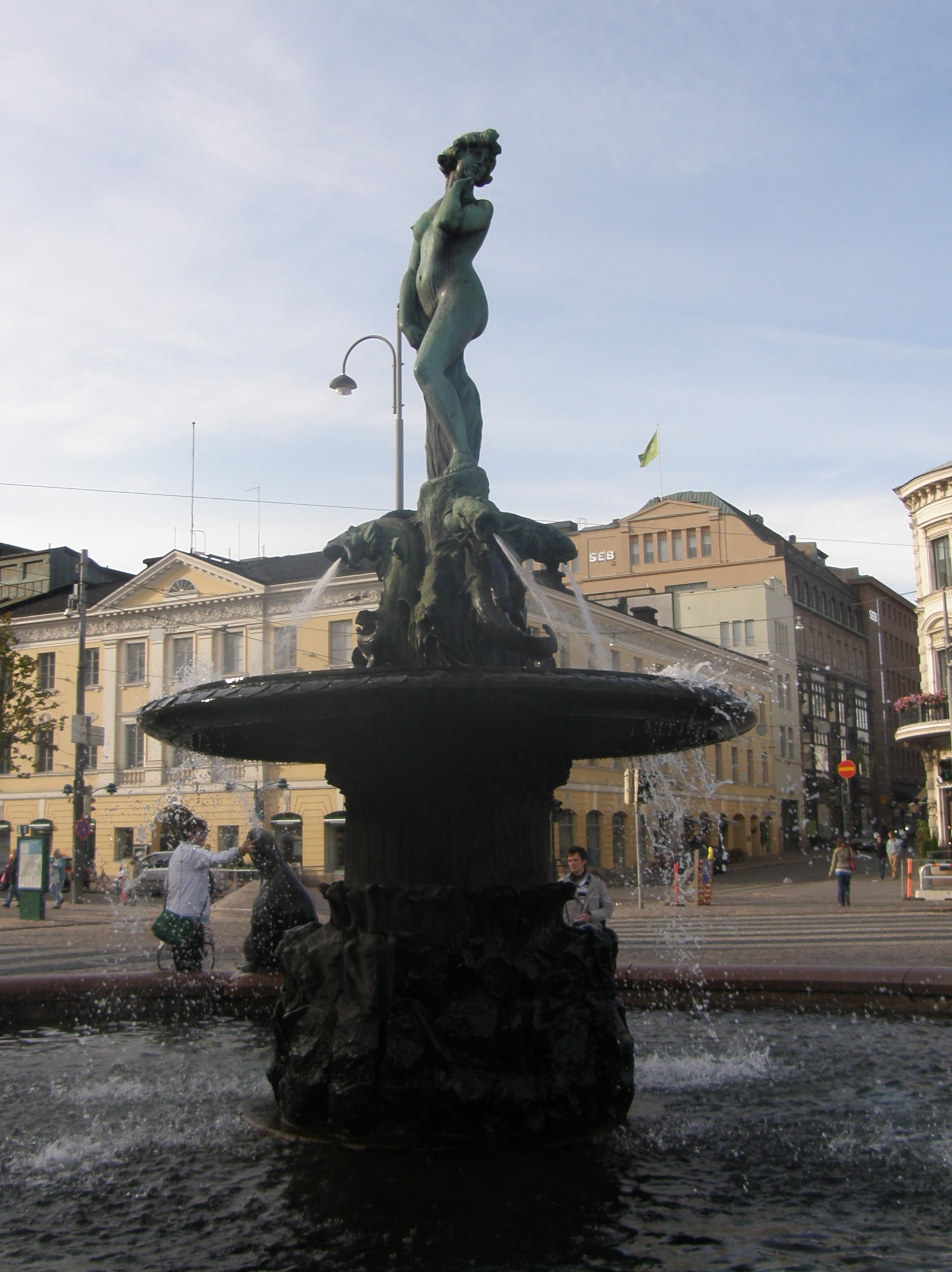
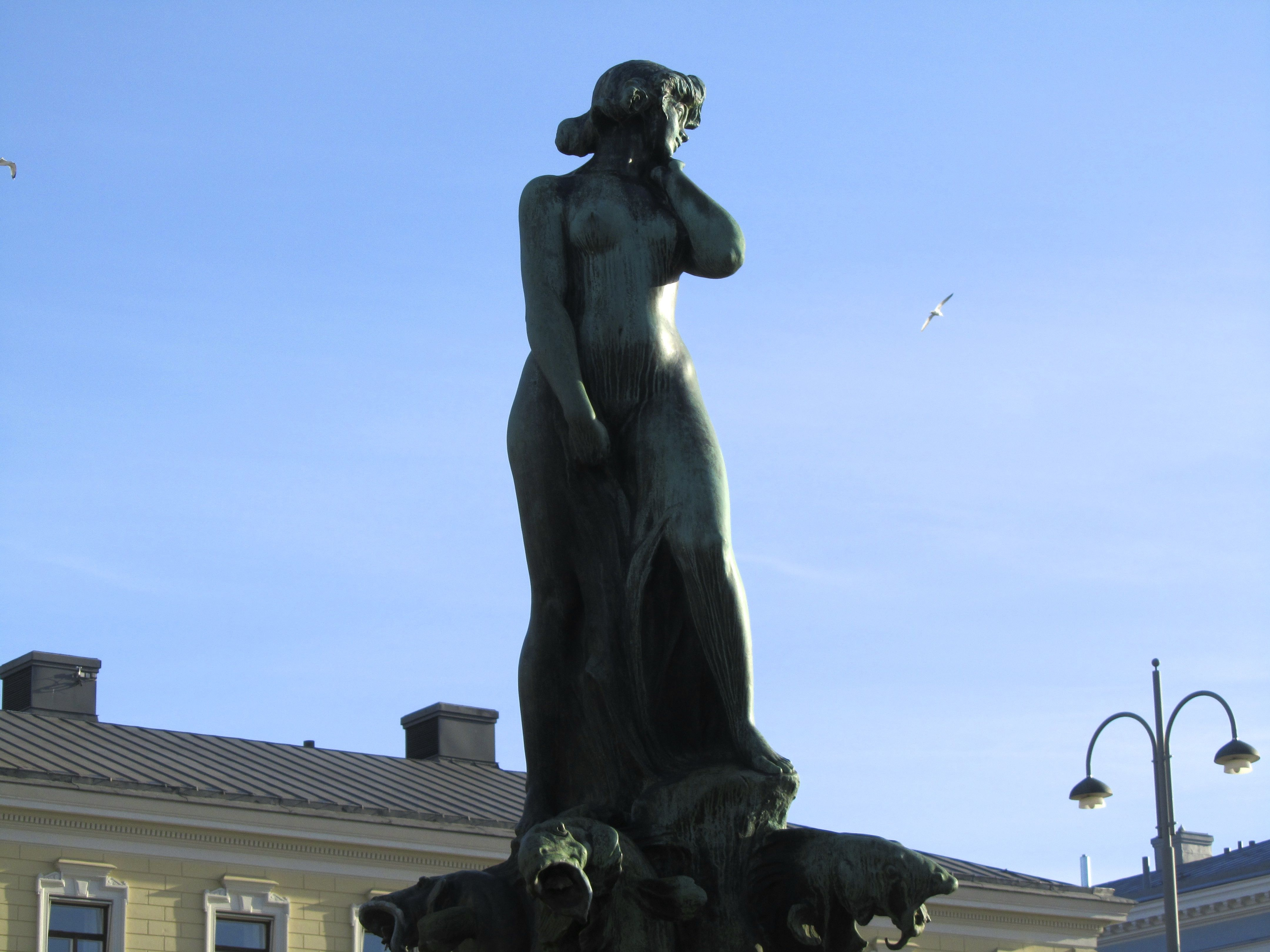
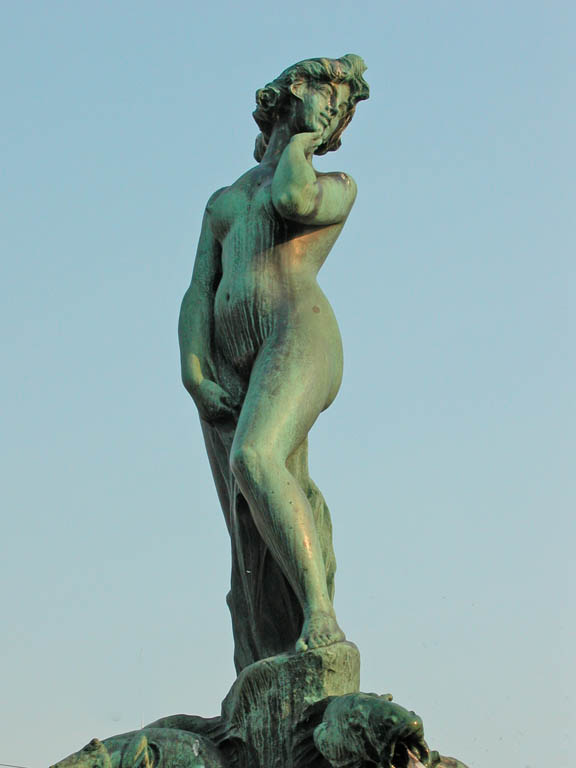
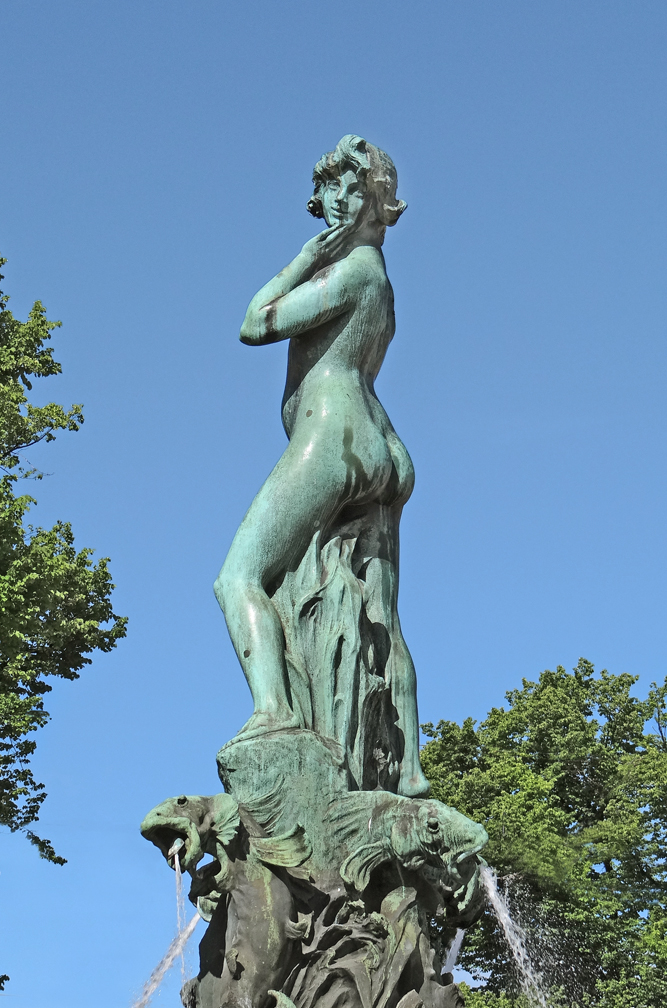
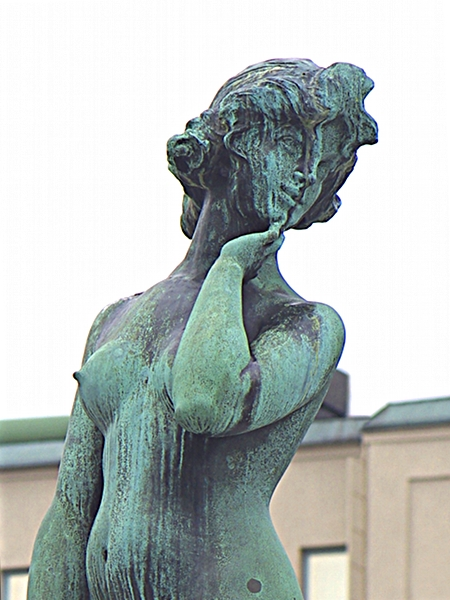